# へでもねーよ
「へでもねーよ」（英語: Hedemo Ne-Yo (IDGAFart)）は、日本のシンガーソングライター・藤井風の楽曲。3作目の配信限定シングルとして2020年10月30日にHEHN RECORDS / ユニバーサルミュージックよりリリースされた。

## 概要
2020年10月29日に日本武道館にて開催された「Fujii Kaze "NAN-NAN SHOW 2020" HELP EVER HURT NEVER」において、新曲として披露され、翌日の10月30日に同じく新曲の「青春病」と2曲同時に配信リリースされた。

## 音楽性
同時にリリースされた「青春病」のポップで爽やかな曲調とは対照的に、アグレッシヴな曲調。ラテン音楽的コード進行が、歌謡曲的な解決感や破壊的なカタルシスをもたらしている。
2022年3月23日に発売されたスタジオ・アルバム『LOVE ALL SERVE ALL』には「へでもねーよ (LASA edit)」として曲調をアレンジして収録され、フュージョン・シティポップ的なコードを用いて浮遊感を生み出している。

## へでもねーよ EP
2020年12月4日にHEHN RECORDS / ユニバーサルミュージックよりリリースされた自身3作目の配信限定EP。 また同日、本楽曲のミュージックビデオが公開された。
表題曲「へでもねーよ」のほか「Just the Two of Us」「Sunny」「Sorry」ピアノアレンジカバーを含む全4曲が収録されている。これらのカバーは、2023年2月17日に配信リリースされたカバーアルバム『LOVE ALL COVER ALL』に収録された。

### 収録内容
| #         | タイトル                                                                                | 作詞・作曲                                                                 | 時間  |
| --------- | --------------------------------------------------------------------------------------- | -------------------------------------------------------------------------- | ----- |
| 1.        | 「へでもねーよ」                                                                        | Fujii Kaze                                                                 | 3:10  |
| 2.        | 「Just the Two of Us」(グローヴァー・ワシントン・ジュニア & ビル・ウィザースのカバー曲) | Bill Withers, Ralph MacDonald, William Salter                              | 3:35  |
| 3.        | 「Sunny」(ボビー・ヘブのカバー曲)                                                       | Bobby Hebb                                                                 | 3:08  |
| 4.        | 「Sorry」(ジャスティン・ビーバーのカバー曲)                                             | Justin Bieber, Michael Tucker, Sonny Moore, Justin Tranter, Julia Michaels | 2:49  |
| 合計時間: | 合計時間:                                                                               | 合計時間:                                                                  | 12:42 |

## ミュージックビデオ
2020年11月14日、同時リリースされた「青春病」と同時にミュージックビデオが公開されることが発表された。11月29日に公開されたティーザーののち、12月4日にミュージックビデオが公式YouTubeチャンネルにて公開された。
冒頭の海岸の場面では、大五郎を抱いた子連れ狼風になっている。監督は「優しさ」「キリがないから」ミュージックビデオや武道館公演の演出を手がけた映像作家・山田健人が務め「戦う男」を描いた作品に仕上がっている。